# Вулиця Леніна (Сімферополь)
Вулиця Леніна (крим. Lenin soqağı) — вулиця в Київському районі міста Сімферополь.

## Опис
Загальна протяжність вулиці становить 0.95 км.
Пролягає від з перехрестя з проспектом Кірова та Раднаркомівським провулком на Радянській площі до рогу з вулицею Студентська біля оглядового майданчика Кая-Баш.
Прилучаються вулиці Пролетарська, Шмідта, Єфремова та провулок Спендіарових.
Транспорт: автобуси № 8 та 12.
На вулиці розташований Міський сад, Будівля Таврійського губернатора в Сімферополі, Будинок Ю. В. Попова, Будинок Шабетая Дувана (Інститут іноземної філології ТНУ), Будівля гімназії Станішевської, Будинок Фесенкоd, Будинок на схилі (будинок Е. Д. Садовского)d, Будинок Макурина.

## Історія
Між сучасними вулицями Воровського та Леніна розташовувався міський цвинтар Акмесджита, що був знищений та забудований на початку ХІХ століття. Зберігся лише Азиз Салгир-Баба.
З 1876 року вулиця мала назву Бульварна, оскільки розташовувалася біля Міського саду.
У 1902 році вулицю перейменували на Лазарівську — на честь Петра Лазарева, що був Таврійським губернатором з 1889 по 1901 рік.
З 1914 вулицею курсував трамвай — маршрути № 2 та № 4.
Свою теперішню назву вулиця отримала 30 травня 1924 року — в пам'ять про Володимира Леніна.
Під час німецької окупації у 1941—1944 роках вулиця мала назву Паркова.
У 1970 році був закритий останній трамвайний маршрут у місті, що проходив вулицею, № 4.
1980 році було проведено реконструкцію вулиці, в ході якої було знесено будинки № 1 і 3. Фасад Будинку Попова було збережено та вбудовано в нову будівлю.

## Галерея

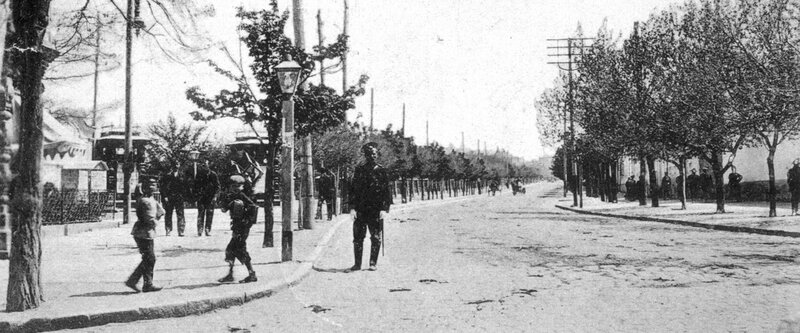
Вулиця Лазаревська, ліворуч вхід у міський сад, 1900 рік
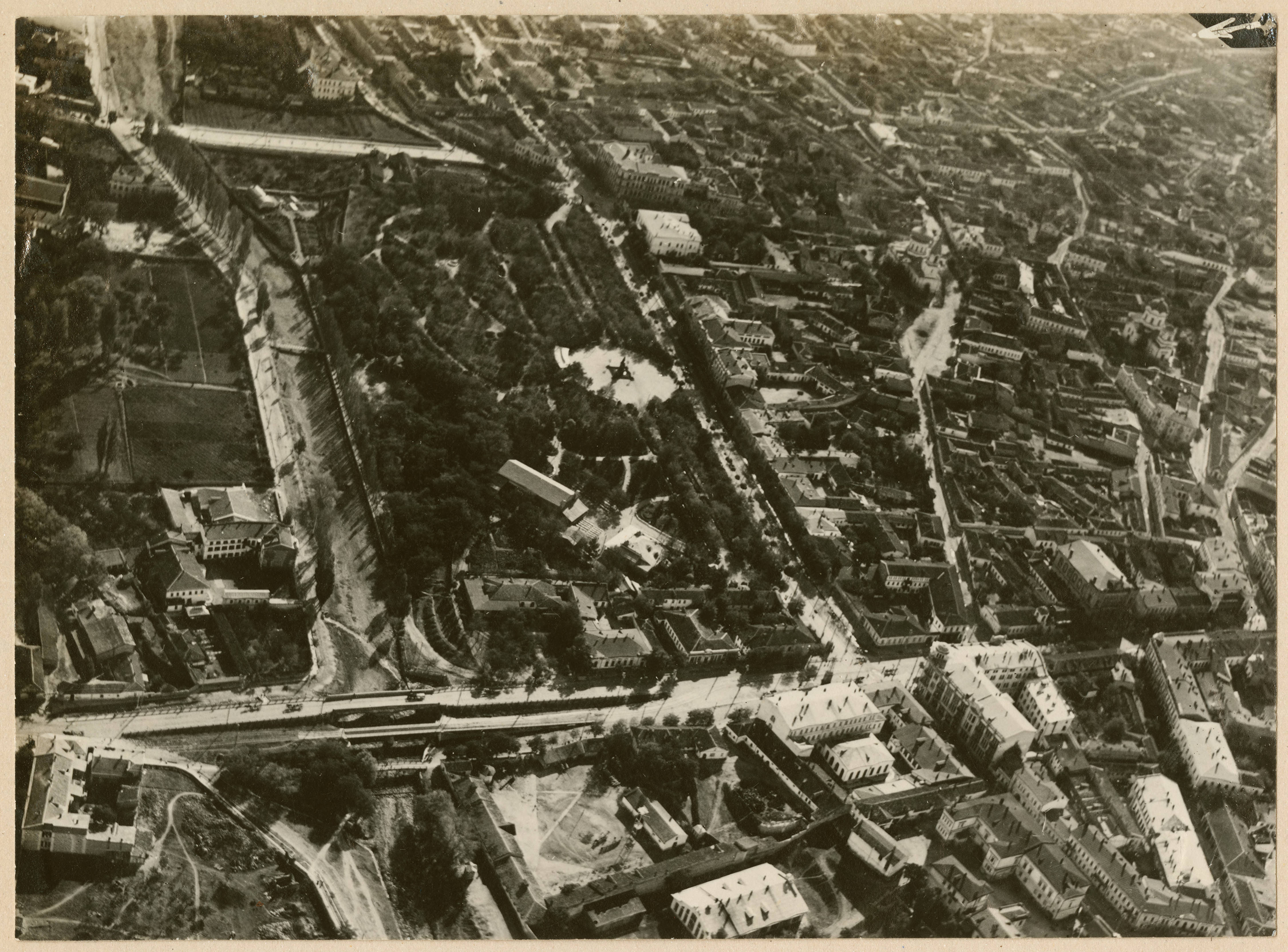
Район з повітря, 1918 рік
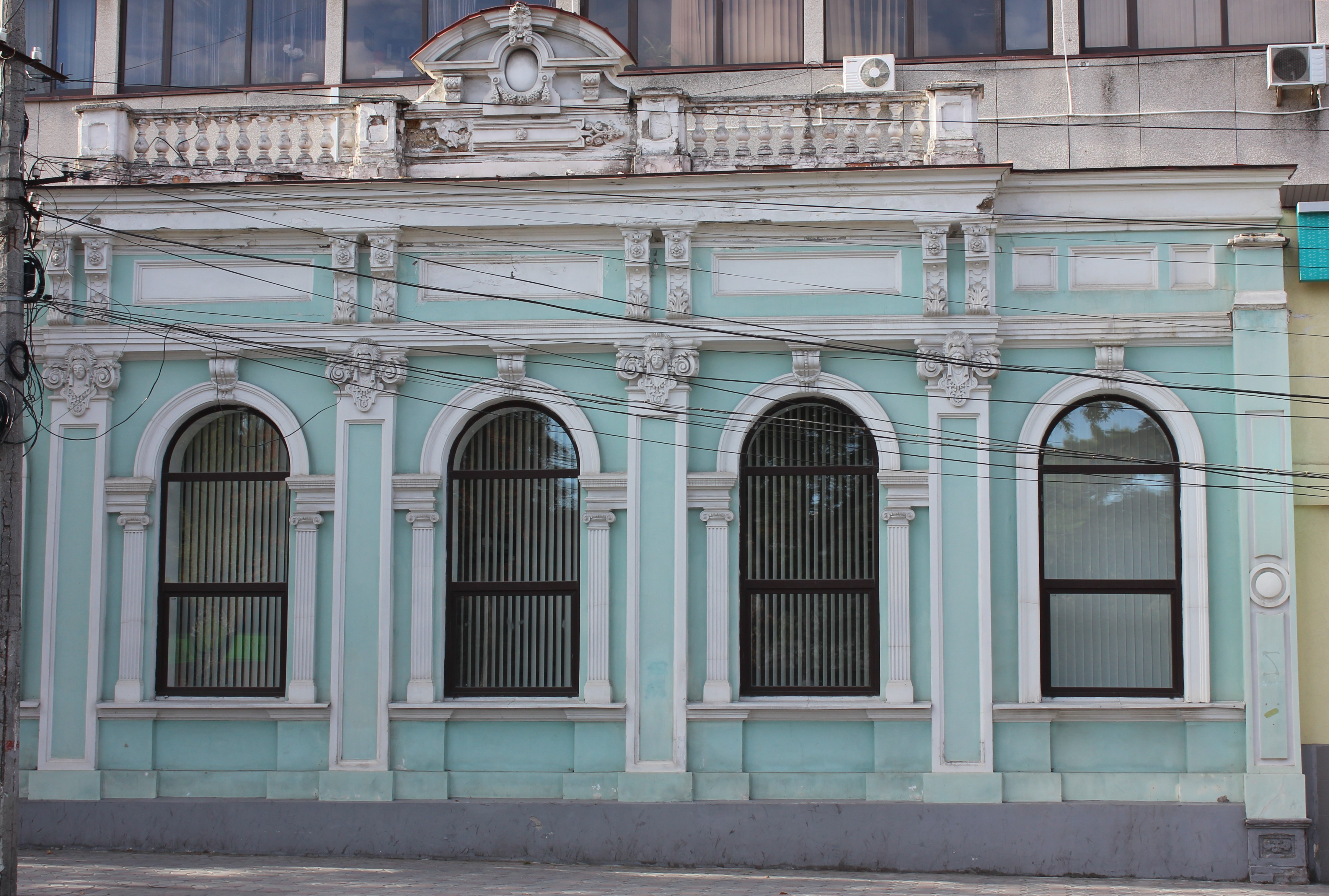
Будинок Ю. В. Попова
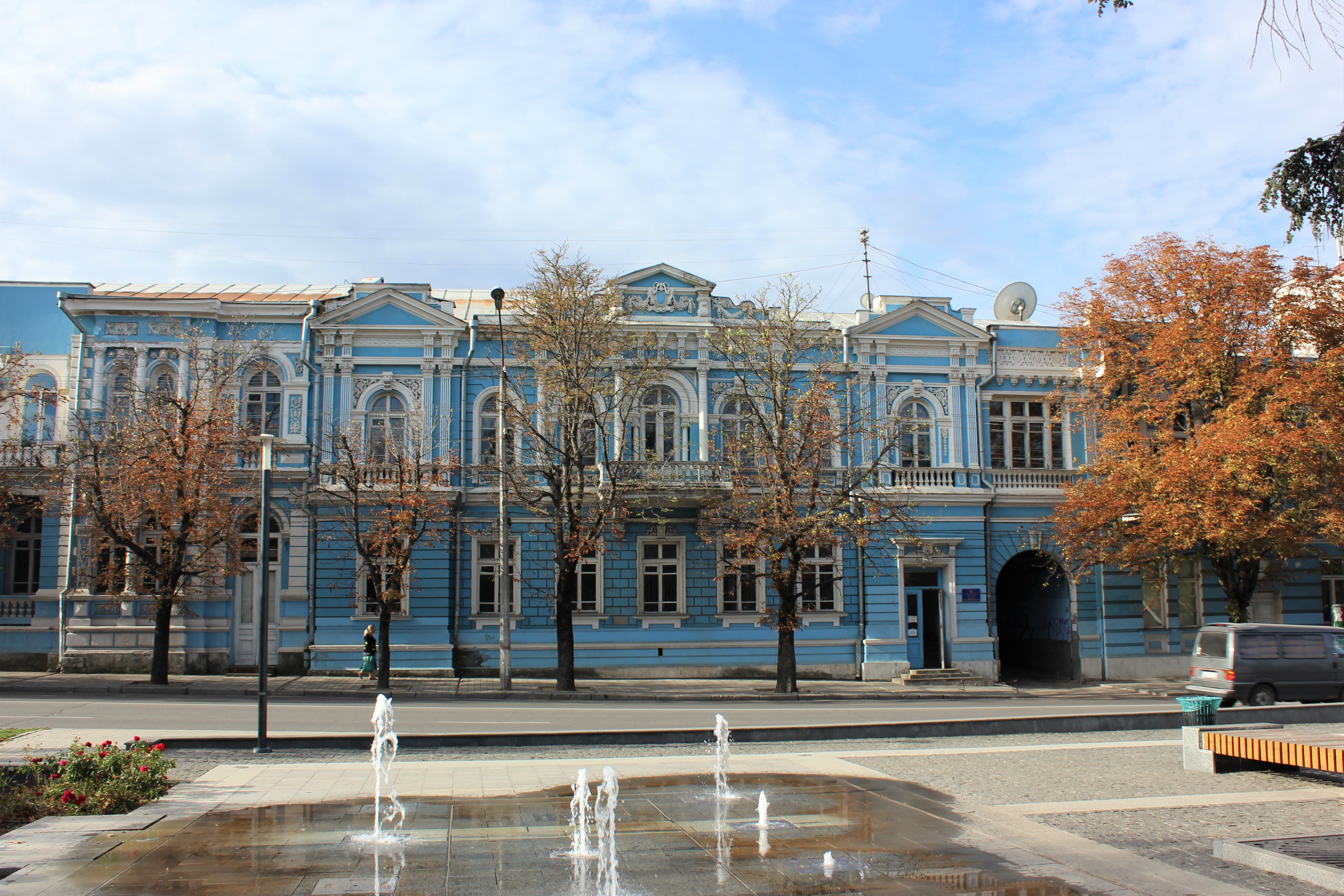
Будинок Шабетая Дувана
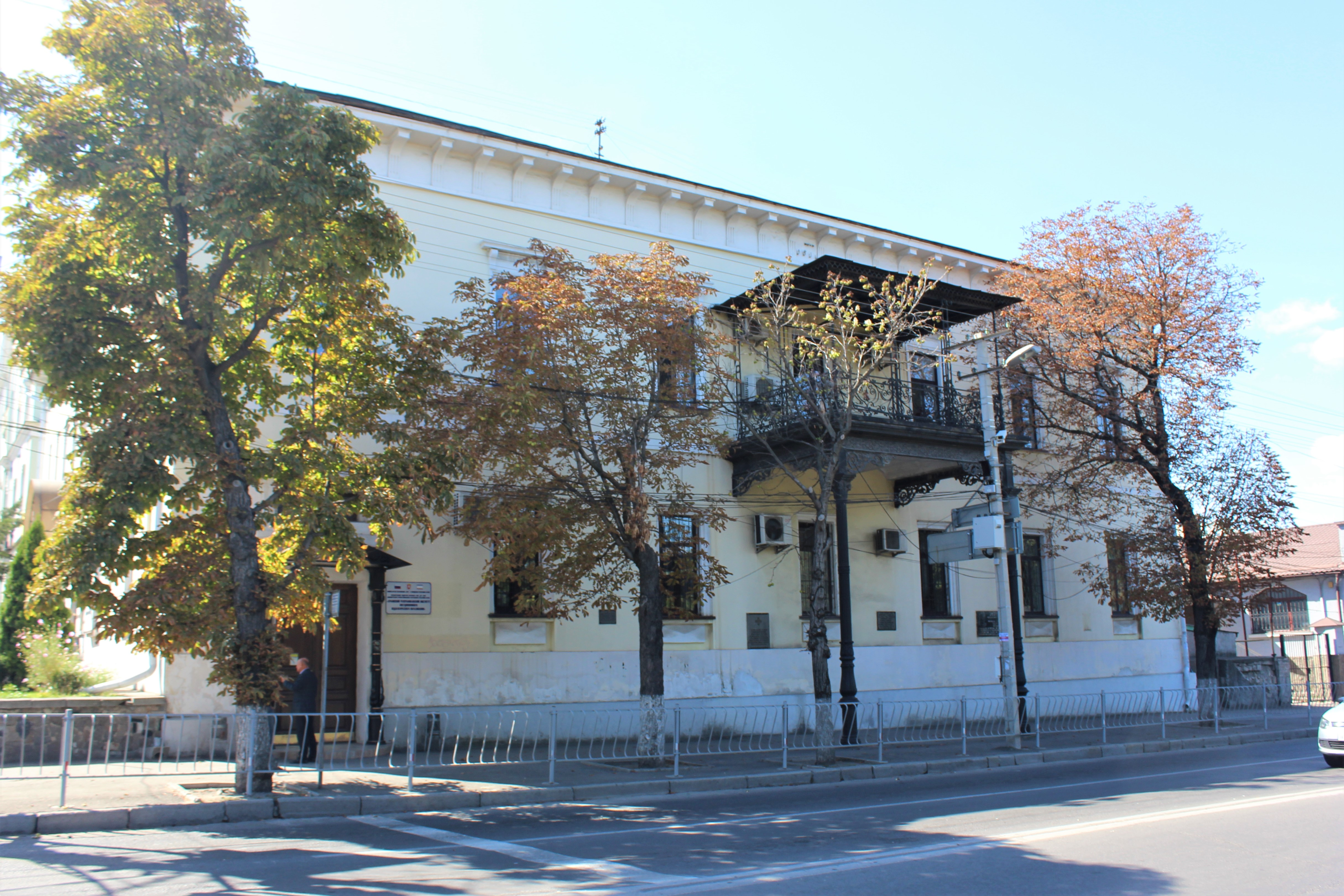
Будівля Таврійського губернатора в Сімферополі
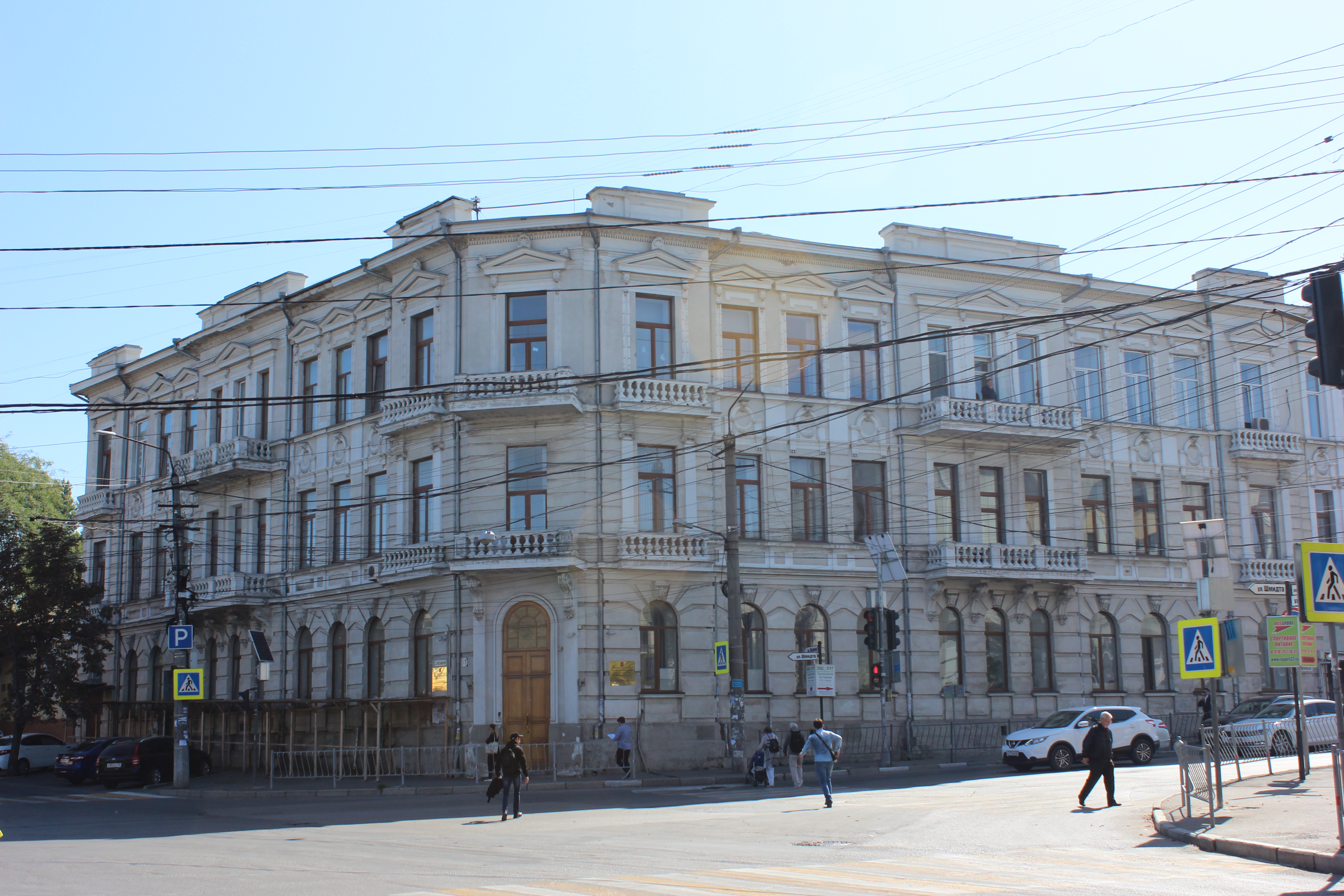
Будівля гімназії Станішевської
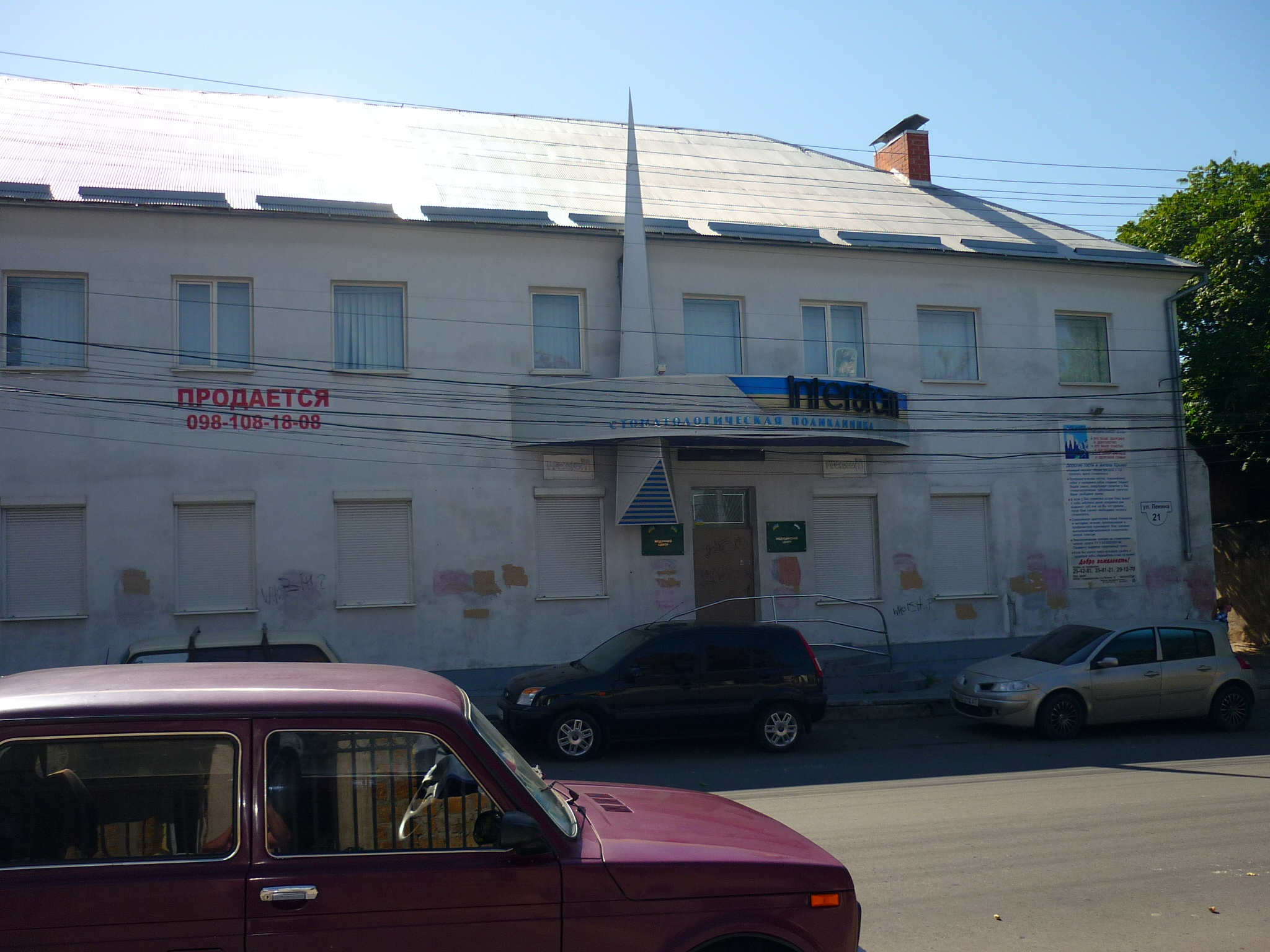
Будинок Фесенкоd
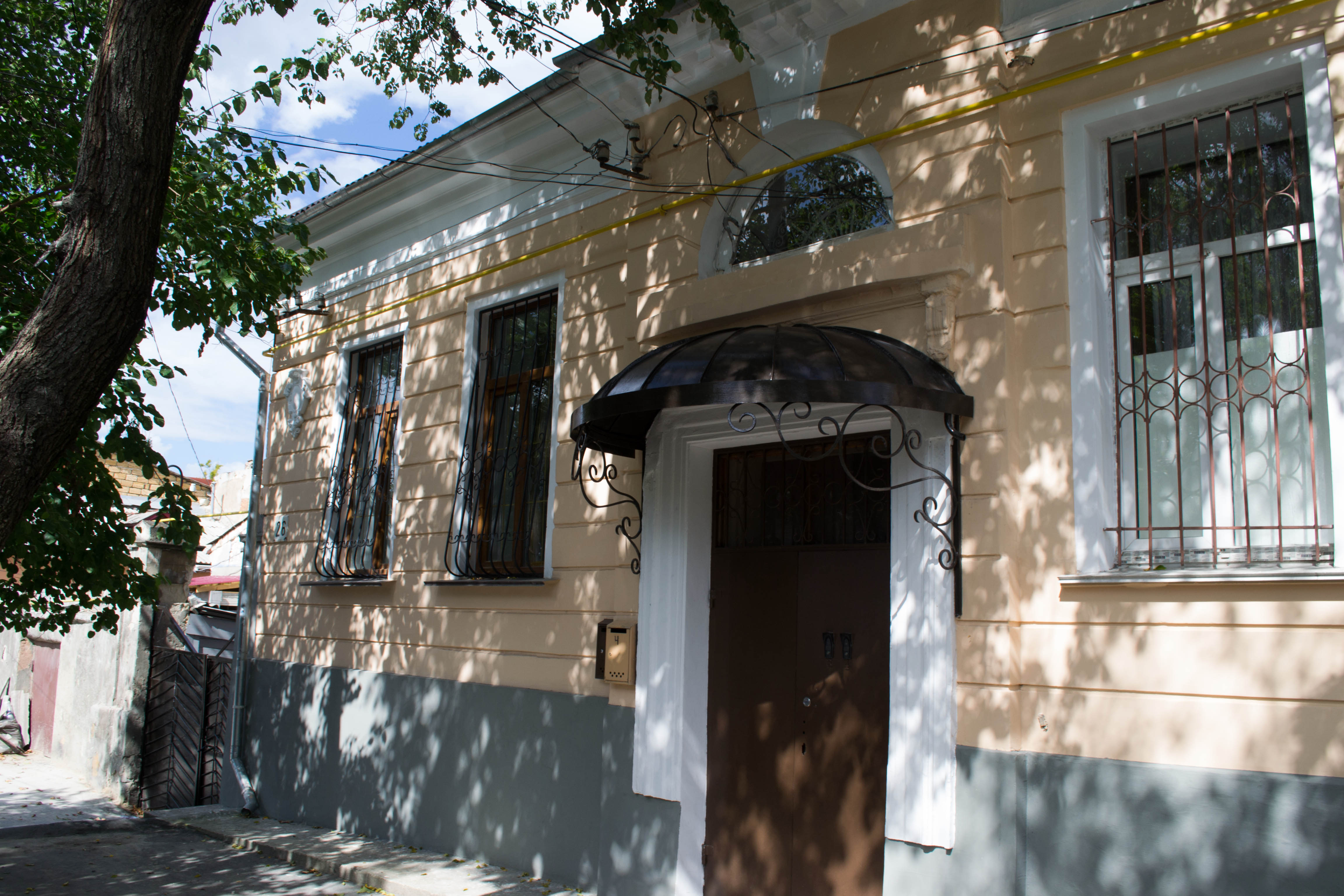
Будинок на схилі (будинок Е. Д. Садовского)d
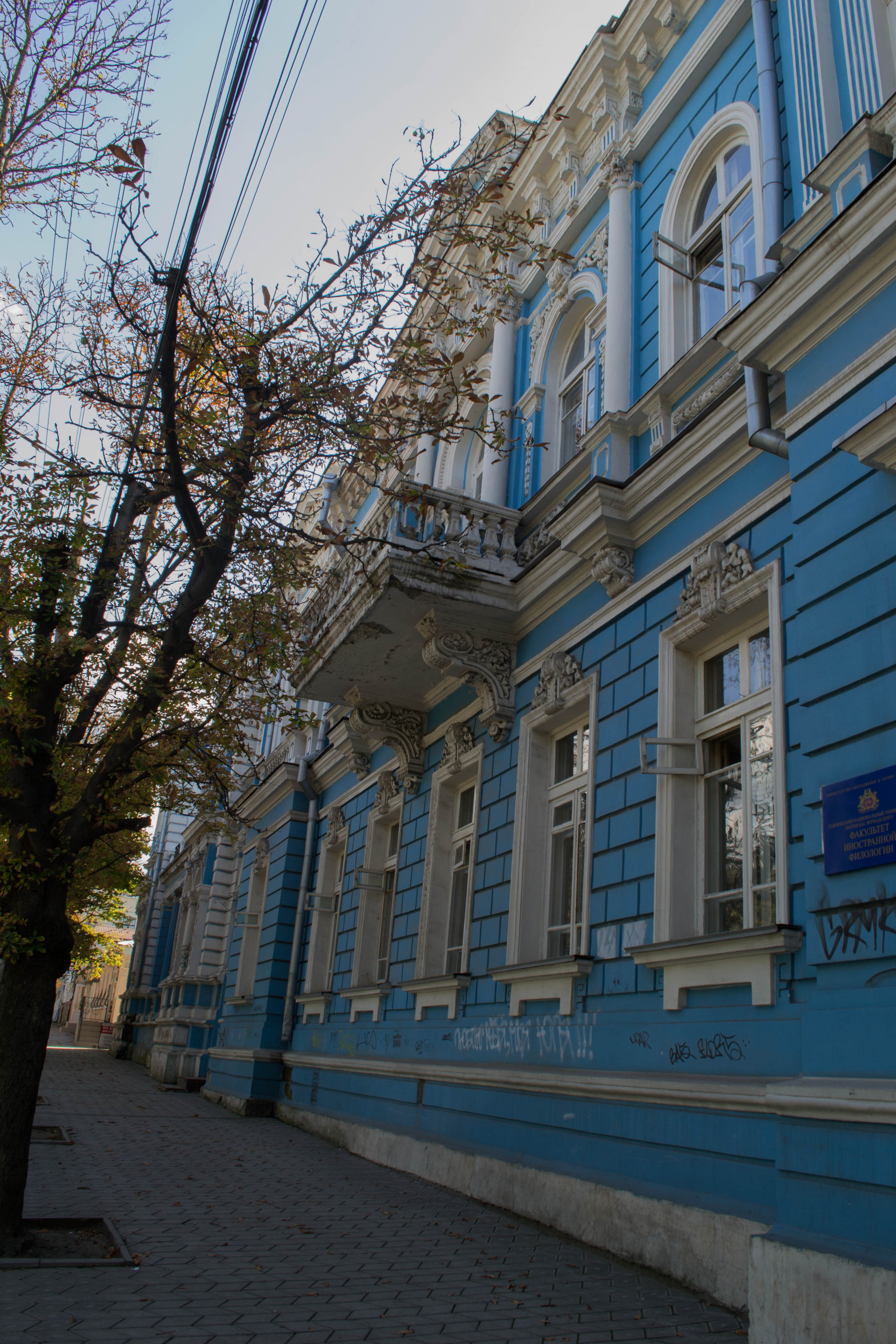
Будинок Шабетая Дувана
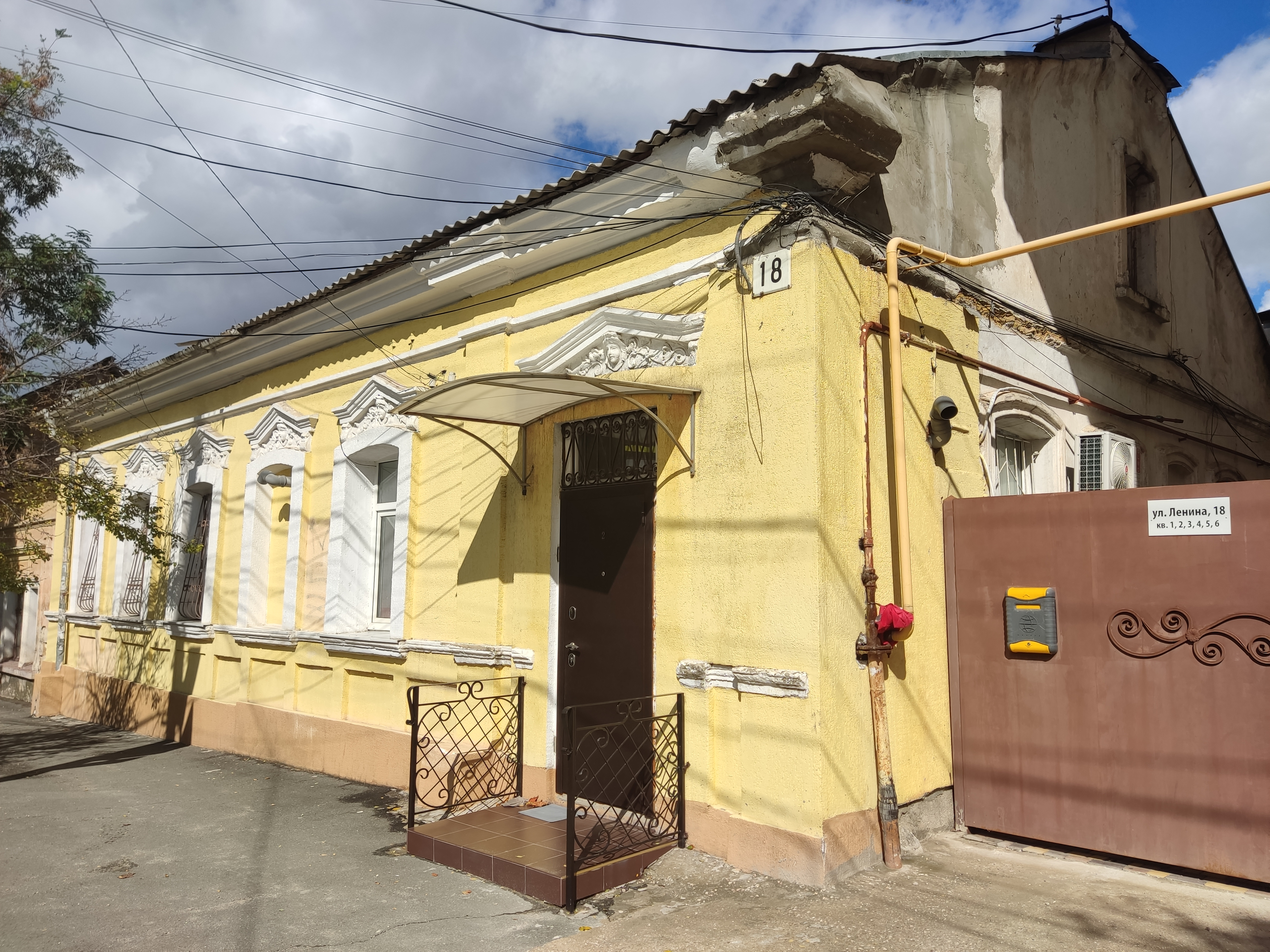
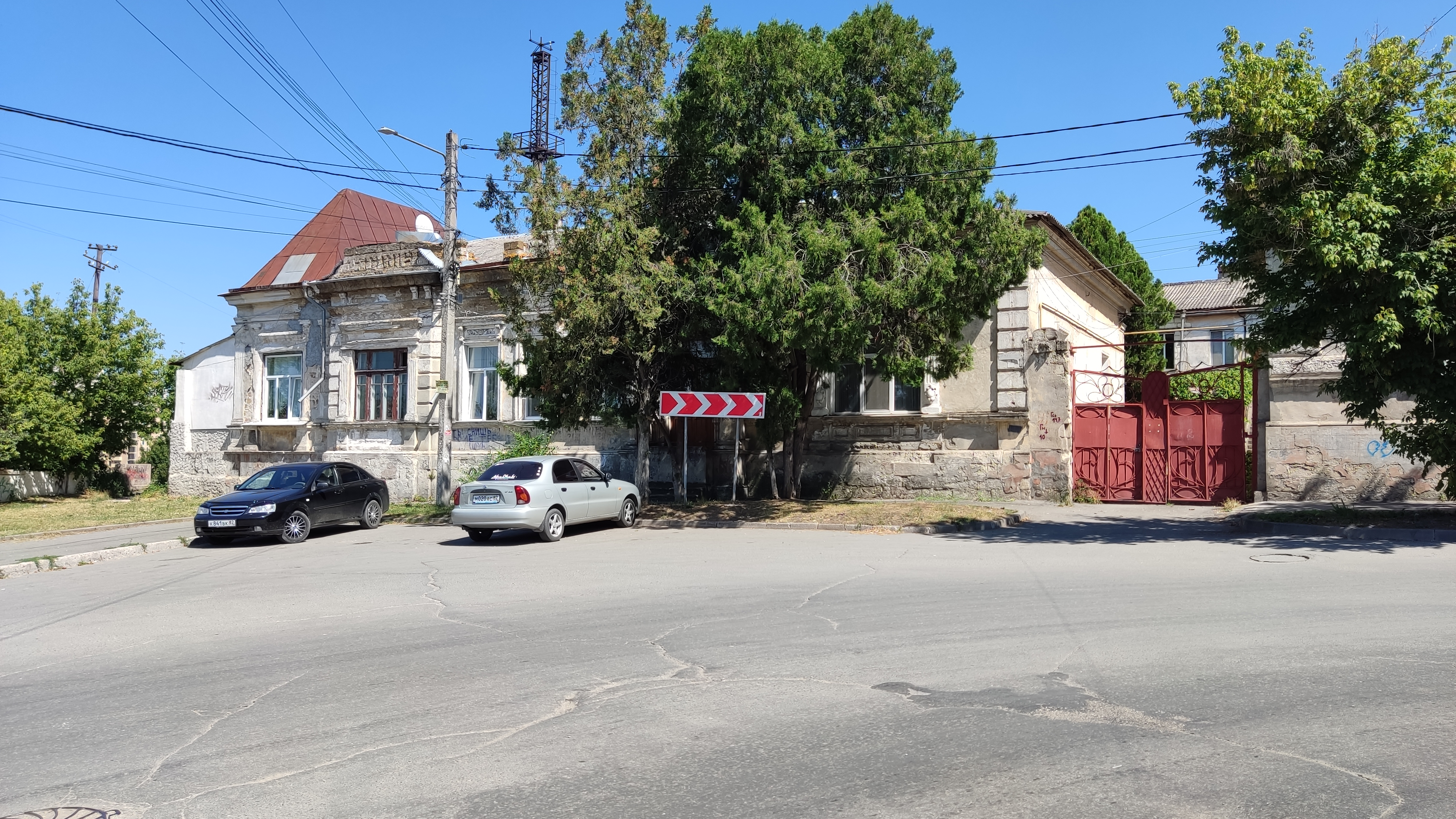
Будинок Макурина

## Рекомендована література
- Поляков В. Е. Улицы Симферополя. — Симферополь: Таврида, 1994.
- В. А. Широков «Симферополь. Улицы и дома рассказывают: История Симферополя».